# Frits Marnix Woudstra
Frits Marnix Woudstra (Enschede, 16 juni 1956) is een Nederlands tekenaar, schilder en schrijver.

## Biografie
Van 1975 tot 1980 studeerde Woudstra aan de Academie voor Kunst en Industrie (AKI) in Enschede. In Amsterdam volgde hij van 1981 tot 1984 een opleiding aan de Rijksakademie van beeldende kunsten. Al tijdens zijn studie gaf hij zelf tijdschriften uit zoals Woudstra’s Weekly en Rahiti. Woudstra was verder actief als gitarist in de Rahiti-band en De Pimco’s (beide met Fedde Spoel).
Woudstra verwierf aanvankelijk vooral bekendheid door de schrijversportretten die hij tussen 1984 en 1990 voor de Boekenbijlage van Vrij Nederland maakte. Daarnaast tekende hij voor de Volkskrant, NRC Handelsblad, Playboy (sportrubriek), het Tijdschrift tegen kwakzalverij en Ajax magazine. In 2015 brak Woudstra door als schrijver toen hij onder de titel Lucas Casimir een boek uitbracht gewijd aan de zelfmoord van zijn zoon. Woudstra is medewerker van De Poezenkrant, Furore en De God van Nederland.
Zijn literaire en schildersportretten zijn aangekocht door het Literatuurmuseum in Den Haag. Verder bezitten onder meer het Stedelijk Museum en het Rijksmuseum in Amsterdam werk van hem. Aan de gevel van het ouderlijk huis van Willem Frederik Hermans aan de Eerste Helmerstraat 208 in Amsterdam hangt sinds 1998 een door Woudstra ontworpen plaquette ter ere van de schrijver.